# Слоновая черепаха
Слоновая черепаха, или галапагосская черепаха (лат. Chelonoidis niger), — вид сухопутных черепах. Эндемик Галапагосских островов, вид, находящийся под угрозой исчезновения. Крупнейшая из живущих в настоящее время сухопутных черепах и 10-я по массе среди всех живущих рептилий: особи могут достигать массы более 400 кг и длины более 1,8 метра. При продолжительности жизни в дикой природе более 100 лет галапагосские черепахи являются одними из самых долгоживущих позвоночных. В неволе пойманные особи могут доживать до 177 лет. К примеру, возраст черепахи по имени Гарриета, которая умерла в 2006 году, оценивался более чем в 175 лет.
Для черепах родиной являются семь Галапагосских островов — вулканический архипелаг, находящийся приблизительно на 1000 км западнее побережья Эквадора. Испанские конкистадоры, которые открыли острова в XVI веке, назвали их испанским словом galápago, означающим черепаха.
Размер и форма панциря различны у разных популяций. На островах с влажными высокогорьями черепахи большие с куполообразным панцирем и короткой шеей, а на островах с сухими низменностями обитают черепахи поменьше с седлообразной формой панциря и длинными шеями. Наблюдения Чарльза Дарвина за этими различиями во время кругосветного путешествия в 1835 году внесли свой вклад в развитие его теории эволюции.
Количество черепах сократилось с более чем 250 000 в XVI веке до самого низкого уровня около 3000 особей в 1970-х. Такое снижение численности было вызвано использованием черепах для получения мяса и масла, уничтожением их естественных мест обитания для нужд сельского хозяйства, ввоз и распространение чужеродных животных на островах, таких как крысы, козы и свиньи. Десять подвидов из начальных пятнадцати выжили в дикой природе, Одиннадцатому подвиду (Chelonoidis nigra abingdoni) до недавнего времени принадлежала единственная известная особь — самец по прозванию Одинокий Джордж, который содержался в неволе.  Он скончался 24 июня 2012 года. К спасению вида слоновых черепах с начала XX века были  приложены усилия, в результате которых тысячи выращенных в неволе детёнышей были выпущены на острова их исконного обитания, и, по оценкам, общая численность слоновых черепах превысила 19 000 в начале XXI века. Несмотря на это, вид в целом классифицируется как «уязвимый».

## Описание
Черепашье тело покрыто большим костным панцирем (карапаксом) светло-коричневого цвета. Пластины панциря, соединённые с рёбрами, представляют собой жёсткую защитную структуру, которая является неотъемлемой частью скелета. На панцирях этих медленных животных могут расти лишайники. У черепах сохраняется характерный узор пластинок (сегментов панциря) на протяжении всей их жизни, несмотря на это ежегодные кольца прироста бесполезны для определения возраста, потому что внешние слои стираются со временем. Черепаха может втянуть голову, шею и передние конечности в панцирь для защиты. Лапы большие и приземистые, с сухой кожей и жёсткими чешуйками. На передних лапах пять когтей, на задних — четыре.

### Внешний вид
Один из двух крупнейших видов наземных черепах: длина её карапакса может достигать 122 см при массе тела до 300 кг.
В разных популяциях слоновой черепахи существуют значительные различия в размерах и форме панциря. По этому признаку их можно разделить на две основные группы:
1. На небольших засушливых островах черепахи мелкие, с седловидным панцирем. Их ноги более длинные и тонкие. Масса самок до 27 кг, самцов до 54 кг.
2. На крупных влажных островах черепахи больше, их панцири — высокие и куполообразные. Разница в размерах между самцами и самками выражена не так резко.

|                                                                    |  |
| Слева — черепаха с седловидным панцирем, справа — с куполообразным |  |

Существует предположение, что седловидный панцирь позволяет черепахам внедряться в густую растительность и укрываться там.

### Питание
Питаются галапагосскими растениями, в том числе кустарниками и травами, ядовитыми для других животных.

### Размножение

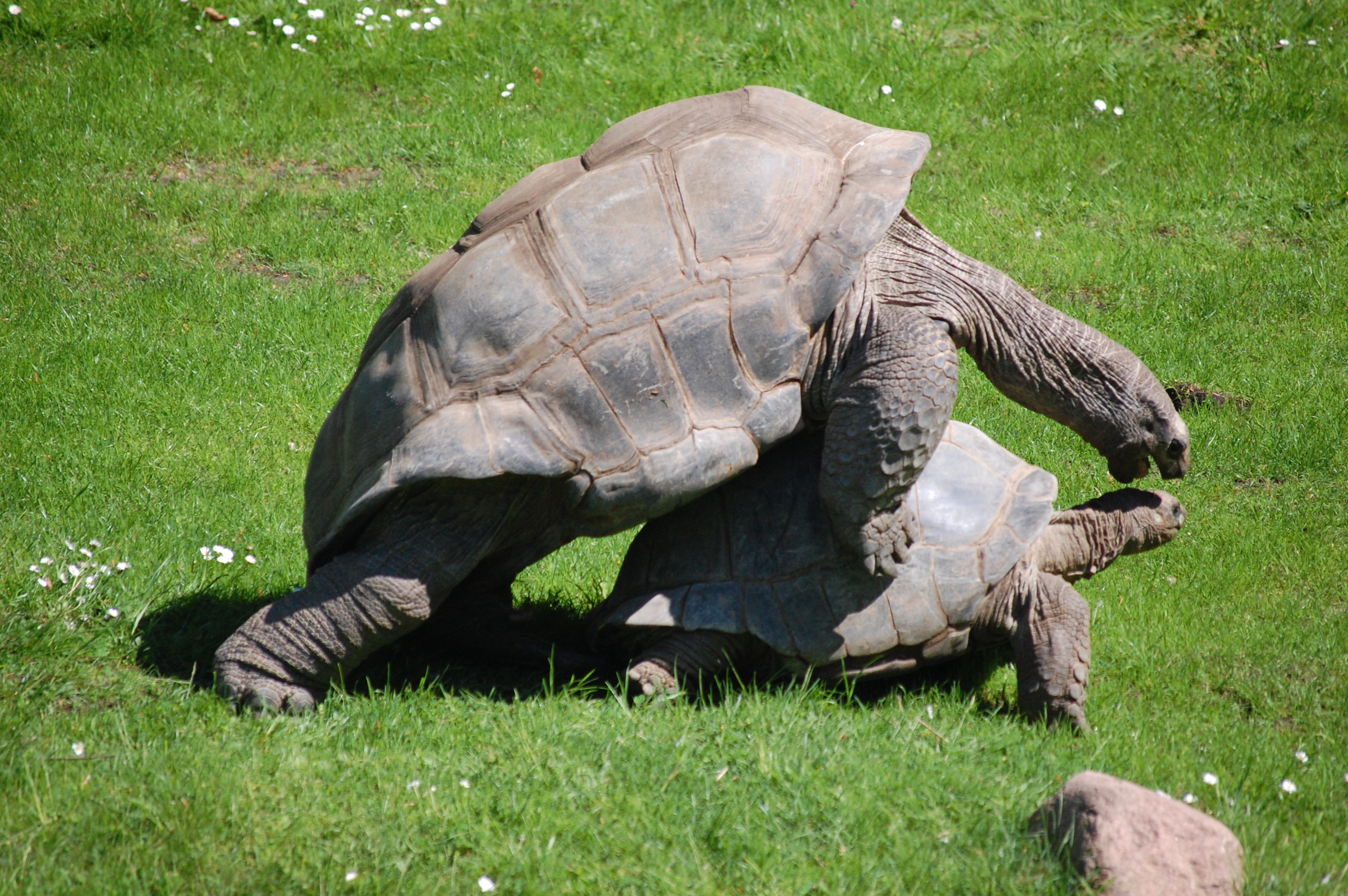
Спаривание слоновых черепах

Спариваются слоновые черепахи в любое время года, но у них есть сезонные пики половой активности.
Самки откладывают до 22 яиц почти шаровидной формы, диаметром 5—6 см и массой до 70 г.

## Эволюционная история
Все подвиды слоновых черепах произошли от общих предков, которые прибыли с материка Южная Америка по воде. Их выживание в 1000-километровом путешествии по океану объясняется тем, что черепахи могут дышать, поднимая шеи над водой, и способны выжить месяцы без еды и пресной воды. Так как черепахи — плохие пловцы, их путешествию, возможно, поспособствовало Перуанское течение, которое движется к западу от материка в сторону Галапагосских островов. Предполагается, что предки рода Chelonoidis должны были быть аналогичным образом распространены от Африки до Южной Америки на протяжении олигоцена.
Ближайшим живущим в наше время родственником, хотя и не прямым предком, галапагосских гигантских черепах является аргентинская черепаха (Chelonoidis chilensis), гораздо менее близкими являются виды из Южной Америки. Различия между аргентинскими и галапагосскими черепахами, вероятно, возникли от 6 до 12 миллионов лет назад. Это было эволюционным событием, предшествующим образованию современных Галапагосских островов вулканическим путём из старейших 5 миллионов лет назад. Анализ митохондриальных ДНК показывает, что старейшие из существующих островов (Эспаньола и Сан-Кристобаль) были колонизированы первыми, а затем уже популяции с них расселились на более молодые острова. У современных подвидов наблюдается ограничение обмена генами между изолированными островами в результате независимой эволюции популяций в разные формы. Эволюционные отношения между подвидами, таким образом, повторяют историю вулканических островов.

## Классификация
Выделяется несколько подвидов слоновой черепахи:
- Chelonoidis nigra abingdoni — † Абингдонская слоновая черепаха (последний представитель — Одинокий Джордж — умер в 2012 году).
- Chelonoidis nigra becki — Слоновая черепаха Ротшильда
- Chelonoidis nigra chathamensis — Чатамская слоновая черепаха
- Chelonoidis nigra darwini — Слоновая черепаха Дарвина
- Chelonoidis nigra duncanensis(ephippium) — † Черепаха острова Дункан
- Chelonoidis nigra guentheri — Слоновая черепаха Гюнтера
- Chelonoidis nigra hoodensis — Эспаньольская слоновая черепаха
- Chelonoidis nigra microphyes — Исабельская слоновая черепаха
- Chelonoidis nigra galapagoensis(nigra) — † Черепаха острова Чарльз
- Chelonoidis nigra porteri(nigrita) — Сантакрусская слоновая черепаха
- Chelonoidis nigra vandenburghi — Слоновая черепаха Ванденбурга
- Chelonoidis nigra vicina — Пещерная слоновая черепаха
- Chelonoidis nigra phantastica — Черепаха острова Фернандина[6]

Подвиды, существование которых не подтверждено:
- Chelonoidis nigra wallacei — Джервисская слоновая черепаха

## Слоновая черепаха и человек

### Истребление людьми
После открытия островов Галапагос европейцами моряки стали использовать слоновых черепах  в качестве «живых консервов» — их живыми помещали в трюмы, где животные могли находиться по нескольку месяцев без воды и пищи. Если судить по записям судовых журналов, только 79 китобойных судов за 36 лет в середине XIX века вывезли с архипелага 10 373 черепахи. Считается, что всего до XX века было уничтожено около 200 000 слоновых черепах, причём на островах Чарлз и Барингтон они исчезли полностью, а на других почти вымерли.